# Poljane pri Primskovem
Poljane pri Primskovem – wieś w Słowenii, w gminie Šmartno pri Litiji. W 2018 roku liczyła 23 mieszkańców.